# 張銓 (成化進士)
張銓（1439年—？），字文衡，浙江承宣布政使司杭州府仁和縣（今浙江省杭州市）人，民籍，明朝政治人物。

## 生平
成化七年（1471年）辛卯科浙江鄉試第六十九名舉人。成化十七年（1481年）中式辛丑科會試第六十六名，二甲第七十七名進士。授刑部主事。弘治年间，进为刑部郎中。弘治十二年，改广西左参议。

## 家族
曾祖張貴，贈員外郎；祖父張信，吏部郎中；父張璘，母徐氏；繼母李氏。慈侍下。